# Otto Horrebow
Otto Horrebow (Copenhaga (København), 25 de fevereiro de 1769 — Copenhaga, 10 de julho de 1823) foi um teólogo racionalista e deísta, escritor e polemista em matéria religiosa, editor de vários periódicos. Foi filho do astrónomo Christian Horrebow e irmão do médico e professor de anatomia humana Magnus Horrebow.